# A104 (motorväg, Tyskland)
A104 är en kort motorväg i Berlin. Vägens betydelse har minskats efter att Tyskland återförenades. Vägen går genom ett hus på den andra och tredje våningen. På den första våningen ligger ett parkeringshus. Byggnaden som byggdes mellan 1976 och 1981 kostade runt 200 miljoner € att bygga.

## Trafikplatser
|  | Nr | Skyltning               |
|  | 1  | Konstanzer Straße       |
|  | 2  | Schmargendorf           |
|  | 3  | Mecklenburgische Straße |
|  | 4  | Breitenbachplatz        |
|  | 5  | Schildhornstraße        |